# Новый Став (Львовская область)
Новый Став (укр. Новий Став) — село в Жовтанецкой сельской общине Львовского района Львовской области Украины.
Население по переписи 2001 года составляло 625 человек. Занимает площадь 1,274 км². Почтовый индекс — 80435. Телефонный код — 3254.